# UFC Fight Night: Werdum vs. Volkov
UFC Fight Night: Werdum vs. Volkov, conosciuto anche come UFC Fight Night 127, è stato un evento di arti marziali miste tenuto dalla Ultimate Fighting Championship il 17 marzo 2018 al The O2 Arena di Londra, nel Regno Unito.

## Risultati
|                                   | Divisione                        |                                  |                                  |                                  | Metodo                                      | Round                            | Tempo                            | Premio                           |
| Card Principale (UFC Fight Pass)  | Card Principale (UFC Fight Pass) | Card Principale (UFC Fight Pass) | Card Principale (UFC Fight Pass) | Card Principale (UFC Fight Pass) | Card Principale (UFC Fight Pass)            | Card Principale (UFC Fight Pass) | Card Principale (UFC Fight Pass) | Card Principale (UFC Fight Pass) |
| --------------------------------- | -------------------------------- | -------------------------------- | -------------------------------- | -------------------------------- | ------------------------------------------- | -------------------------------- | -------------------------------- | -------------------------------- |
|                                   | Pesi massimi                     | Aleksandr Volkov                 | batte                            | Fabrício Werdum                  | KO (pugni)                                  | 4                                | 1:38                             | POTN                             |
|                                   | Pesi mediomassimi                | Jan Błachowicz                   | batte                            | Jimi Manuwa                      | Decisione unanime (29-28, 29-28, 30-27)     | 3                                | 5:00                             | FOTN                             |
|                                   | Pesi gallo                       | Tom Duquesnoy                    | batte                            | Terrion Ware                     | Decisione unanime (29-28, 29-28, 30-27)     | 3                                | 5:00                             |                                  |
|                                   | Pesi welter                      | Leon Edwards                     | batte                            | Peter Sobotta                    | KO tecnico (pugni)                          | 3                                | 4:59                             |                                  |
| Card Preliminare (UFC Fight Pass) |                                  |                                  |                                  |                                  |                                             |                                  |                                  |                                  |
|                                   | Pesi medi                        | Charles Byrd                     | batte                            | John Phillips                    | Sottomissione (rear-naked choke)            | 1                                | 3:58                             |                                  |
|                                   | Pesi welter                      | Danny Roberts                    | batte                            | Oliver Enkamp                    | KO (pugno)                                  | 1                                | 2:12                             |                                  |
|                                   | Pesi piuma                       | Danny Henry                      | batte                            | Hakeem Dawodu                    | Sottomissione tecnica (ghigliottina)        | 1                                | 0:39                             |                                  |
|                                   | Pesi mediomassimi                | Paul Craig                       | batte                            | Magomed Ankalaev                 | Sottomissione (triangolo)                   | 3                                | 4:59                             | POTN                             |
|                                   | Pesi leggeri                     | Kajan Johnson                    | batte                            | Stevie Ray                       | Decisione non unanime (29-28, 28-29, 29-28) | 3                                | 5:00                             |                                  |
|                                   | Pesi massimi                     | Dmitriy Sosnovskiy               | batte                            | Mark Godbeer                     | Sottomissione (rear-naked choke)            | 2                                | 4:29                             |                                  |

## Premi
I lottatori premiati ricevettero un bonus di 50.000 dollari.
Legenda:
- FOTN: Fight of the Night (vengono premiati entrambi gli atleti per il miglior incontro dell'evento)
- POTN: Performance of the Night (viene premiato il vincitore per la migliore performance dell'evento)